# كريستوفر أولسون
كريستوفر أولسون (بالسويدية: Kristoffer Olsson)‏ (30 يونيو 1995 السويد - ) هو لاعب كرة قدم سويدي، يلعب كلاعب وسط.

## وصلات خارجية
كريستوفر أولسون على موقع الاتحاد الدولي (مؤرشف)  (الإنجليزية)
- كريستوفر أولسون على موقع الاتحاد الأوربي (الإنجليزية)
- كريستوفر أولسون على موقع اتحاد السويد (السويدية)
- كريستوفر أولسون على موقع قاعدة بيانات كرة القدم.إي يو (الإنجليزية)
- كريستوفر أولسون على موقع ناشيونال فوتبول تيمز (الإنجليزية)
- كريستوفر أولسون على موقع Soccerbase.com (لاعب) (الإنجليزية)
- كريستوفر أولسون على موقع Soccerway.com (الإنجليزية)
- كريستوفر أولسون على موقع عالم كرة القدم.نت (الإنجليزية)
- كريستوفر أولسون على موقع AS.com (الإسبانية)